# گوادالوپ (کلرادو)
گوادالوپ (به انگلیسی: Guadalupe) یک منطقهٔ مسکونی در ایالات متحده آمریکا است که در کلرادو واقع شده‌است. گوادالوپ ۲٬۴۰۷٫۹۵ متر بالاتر از سطح دریا واقع شده‌است.